# Heterophrynus vesanicus
Heterophrynus vesanicus är en spindeldjursart som beskrevs av Pocock 1894. Heterophrynus vesanicus ingår i släktet Heterophrynus och familjen Phrynidae. Inga underarter finns listade i Catalogue of Life.